# Георгиос Балтадзис
Георгиос Балтадзис (на гръцки: Γεώργιος Μπαλτατζής) е гръцки политик и деец на гръцката въоръжена пропаганда в Македония. Започва кариерата си като дипломат, в 1902 година е избран за депутат, а след това е няколко пъти министър. След разгрома на Гърция в Гръцко-турската война (1919-1922) е осъден на Процеса на шестимата, като един от виновниците за Малоазийската катастрофа по време на мандата му като министър на външните работи и е екзекутиран през 1922 г.

## Биография
Георгиос Балтадзис е роден през 1868 година в Смирна, Османската империя. Учи в Смирненското евангелско училище, след това право в Атинския унимерситет и накрая продължава образованието си във Франция. След завръщането си, постъпва на дипломатическа служба и е изпратен в османската столица Истанбул. След това се включва в политиката и през 1902 е избран за пръв път за депутат в парламента от Алмирос от партията на Георгиос Теотокис. Избран е отново през 1905 и 1906 година. През 1908 г. той е назначен за министър на външните работи в правителството Теотокис.
Балтадзис е активен деец на Централния македонски комитет в Атина, ръководещ дейността на Гръцката въоръжена пропаганда в Македония. В 1908 година става председател на комитета.
След анексията на Егейска Македония е избран за депутат от Драма на изборите в 1915 г. През 1915 г. става министър на комуникациите, а през 1921 г. - министър на външните работи в правителството на Димитриос Гунарис. Взима участие в конференциите в Париж и Лондон заедно с Гунарис. През 1922 г. той отново е външен министър в правителството на Гунарис и Петрос Протопападакис.
След Малоазийската катастрофа и последвалия преврат е арестуван и осъден в Атина на Процеса на шестимата от извънреден военен съд на смърт. Разстрелян е на 15 ноември 1922 г. в атинския квартал Гуди.
През 2010 г., по искане на Михалис Пропопападакис, внук на Петрос Протопападакис от 2008 г., Върховният касационен съд отменя присъдите на шестимата.
Балтадзис е женен за Хариклия Маврокордату, дъщеря на Николаос Маврокордатос.